# Glee Jai
Glee Jai is een bestuurslaag in het regentschap Aceh Besar van de provincie Atjeh, Indonesië. Glee Jai telt 323 inwoners (volkstelling 2010).